# 悪魔のいけにえ2
『悪魔のいけにえ2』（あくまのいけにえ2、The Texas Chainsaw Massacre 2）は、1986年のアメリカ映画。1974年のホラー映画『悪魔のいけにえ』の続編。

## 概要
後のホラー映画に多大な影響を与えたともいわれる『悪魔のいけにえ』の続編。登場人物や設定から本作のみが正統続編と言える。製作に留まるつもりであったトビー・フーパーが再び監督を務めている。デニス・ホッパーが、前作で殺された甥のフランクリンの復讐に燃えるレフティを演じている。
ドキュメント作品にも似た前作と違い、本作はコメディ要素を取り入れたエンターテイメントよりの作品に仕上がっている。

## ストーリー
1974年､サリーは兄や仲間たちを失いながらも、殺人狂のソーヤー一家から逃れ生還を果たした。その後、生き残った彼女はテキサス州で起こったソーヤー一家の事件を警察に通報するが、仲間たちの遺体は発見されず、一家もまた失踪していた。1か月に及ぶ捜査にもかかわらず、未解決のまま事件は幕を閉じた。
それから13年の月日が流れ、テキサス州では旅行者の謎の失踪事件が相次いでいた。テキサス拠点のラジオ局レッド・リバー・ロックンロールのDJをしているストレッチは、ラジオの生出演中に若者たちがソーヤー一家に殺害される実況中継を耳にする。
一方、サリーとフランクリンの叔父レフティは、13年間ものあいだ甥のフランクリンを殺害したソーヤー一家を1人で探していた。一家の殺人中継を聴いたレフティは、親戚の復讐のためホームセンターからチェーンソーを手に入れ、彼らのアジトに乗り込む。

## キャスト

### 主要人物
※括弧内は日本語吹替
レフティ・エンライト：デニス・ホッパー（土師孝也 / 江原正士（配役交換版））
主人公。前作に登場したサリーとフランクリンの叔父。13年前甥のフランクリンがレザーフェイスに殺害され、13年間一人で調査をしていた。当初ストレッチが家を訪れた際、彼女からの協力の申し出を断った。しかし、ストレッチのラジオ局へ足を運び再び彼女の前に現れ「テープを流してほしい」と頼んだ。そして、ホームセンターへ行きチェーンソーを3台購入し、レザーフェイスに復讐を開始するのだった。ソーヤー一家の拠点バトルランドへ到着し、ミイラ化したフランクリンと再会してしまい半狂乱になる。様々な道を乗り越えた彼はソーヤー一家を発見し、レザーフェイスと死闘を繰り広げた。レザーフェイスをチェーンソーで倒した後、レザーフェイスが倒れた所でドレイトンが持っていた手榴弾が落ちて爆発し、生死不明となる。
ヴァンティア・“ストレッチ”・ブロック：キャロライン・ウィリアムズ（恒松あゆみ）
もう一人の主人公。テキサス拠点のラジオ局レッド・リバー・ロックンロールのDJをしている。バズとリックに回線を塞がれた時にチェーンソーの音を聞き、レザーフェイスが現れたと気づいていた。13年前レザーフェイスに殺されたフランクリンの叔父レフティの家に訪れ協力を求めるものの追い返された。しかし、ラジオ局へ足を運んだレフティと再会し、テープを流してほしいと頼まれる。ところが突然ラジオ局に現れたチョップトップに「テープをよこせ」と頼まれ、彼を追い返そうとするもレザーフェイスに襲撃されて部屋の中に逃げ隠れた。しかし、壁を破壊して侵入してきたレザーフェイスに殺されそうになった際に「あなたは良い人よね？」と言って、彼に好意を持たれたことにより殺害を免れる。その後車でチョップトップを尾行し彼らの拠点バトルランドへ到着した。ソーヤー一家に見つけられた際に彼らに殺されかけるが、レフティに救われる。最後はバトルランドの天辺まで逃げ切りグランマが持っていたチェーンソーでチョップトップを倒した。
LG：ルー・ペリーマン（宮本充 / 多田野曜平（配役交換版））
テキサスのラジオ局レッド・リバー・ロックンロールのエンジニア担当。カウボーイハットが特徴でラジオ局やどこにでも唾を吐いている。バズとリックがレザーフェイスに襲撃された実況中継をストレッチと聴いてしまう。ラジオ局を出てコーヒーを買って戻ってきた所でレザーフェイスとチョップトップに襲われ、ハンマーで殴られる。更にバトルランドへ運び込まれ、レザーフェイスに顔や体の皮膚を剥がされてしまう。死んだと思われていたがまだ生きており、ロープで縛られていたストレッチを助け、彼女に好意を伝えた後に息を引き取る。ストレッチによって彼の皮膚は顔に戻され、胸の傷には帽子をかぶせられた。
LGを演じたペリーマンは、2009年4月1日にアメリカテキサス州オースティンの自宅にて、刑務所から出所したばかりの元服役囚の男性に酔った状態で侵入され、斧で殺害された。67歳で死去。

### ソーヤー一家
レザーフェイス： ビル・ジョンソン（秋葉恭平）
本名はババ・ソーヤー。ソーヤー一家の四男で人間の死体の皮を被った殺人鬼。13年前、サリーの仲間達を殺害し、彼女が逃げた後に行方を眩ましていた。再び現れた彼は、バズとリックが乗った車をチョップトップと共に襲撃し、彼らを殺害した。前作とは異なり、ラジオ局を襲撃した時にストレッチに「あなたは良い人」と言われ、一目惚れした彼女だけを襲わずにラジオ局をチェーンソーで破壊したり、バトルランドでストレッチにLGの顔の皮を被せてダンスをするコミカルな一面を見せた。しかし、最後はソーヤー一家と共にストレッチを襲った。レフティとチェーンソーで死闘を繰り広げるが、最後はチェーンソーで腹部を斬られ、倒れた所でドレイトンが持っていた手榴弾が落下して爆発し、生死不明となる。
チョップトップ：ビル・モーズリー（多田野曜平 / 宮本充（配役交換版））
本名はロバート・ソーヤー。ソーヤー一家の次男で前作『悪魔のいけにえ』のヒッチハイカーの双子の兄。前作では登場しておらず、彼はベトナムにいた模様。サングラスをかけ長髪が特徴だが、実はかつらを被っており、薄毛で何らかの怪我で頭蓋骨にプレートを埋め込んでいる。レザーフェイスがバズとリックを殺害した犯行が電波に流れていることを知ったドレイトンの命令で、レザーフェイスとラジオ局へ襲撃しに行く。ラジオ局でストレッチに「あの(犯行現場の)テープが欲しい」と言い出すが、レコード室からチェーンソーを持ったレザーフェイスが誤ってチョップトップの頭を切ってカツラが取れてしまい、レザーフェイスに説教した。そこへラジオ局へ戻ってきたLGを2人がかりで襲って彼をハンマーで殴り、バトルランドへ連れ帰った。弟のヒッチハイカー同様、支離滅裂な言動を繰り返している。ストレッチの前で自分の首を切ったり、針金の先をライターであぶって頭をかき、取れた頭皮を口に入れているという異常な行為を見せた。終盤には逃げたストレッチに電飾の電気を頭蓋骨のプレートに当てられ、感電した。バトルランドの屋上部分まで追い詰めたストレッチがグランマが持っているチェーンソーを取り上げた際、「ばあちゃんを殺しやがって!」と激怒し、彼女をナイフで切りつけるが、最後はチェーンソーで切られ下へと転落した。
コック（ドレイトン）：ジム・シードー（菅生隆之）
本名はドレイトン・ソーヤー。ソーヤー一家の長男。テキサスでバトルランドという遊園地を経営していたがすぐに廃園した。ダラスでチリソースのコンテストが行なわれており、2年連続でドレイトンが優勝した。帰る車中でラジオを聴き、レザーフェイスがバズとリックを殺害した犯行が電波に乗っていると知り、チョップトップにラジオ局を襲撃しろと命じた。バトルランドに訪れたストレッチが生きている事に気づき、ババに説教した。そして前作のように、グランパにハンマーでストレッチを撲殺させようとするが、現れたレフティにチェーンソーで尻を斬られてしまう。テーブルの下に逃げ隠れ、死体の中に隠してある手榴弾を使って自爆しようとするが、ババが倒れた衝撃で手榴弾を落としてしまい爆発し死亡したと思われる。
グランパ（父）：ケン・エヴァート（斉藤隼一）
ソーヤー一家の父。齢137歳。握力がほとんど失われており、ろくにハンマーも握れなかった。ハンマーをレフティに向けて投げつけようとするが、誤ってレザーフェイスに投げつけてしまう。
グランマ
ソーヤー一家の母。既に死亡しており、ミイラになっている。バトルランドの屋上部分で蜘蛛の巣が張られた状態でチェーンソーを持っている。
ヒッチハイカー
本名はナビンズ・ソーヤー。前作終盤で死亡したソーヤー一家の三男でチョップトップの双子の弟。今回はミイラ化した死体として登場。レザーフェイスとチョップトップにパペットの様な扱いをされる。

### その他
バズとリック： バリー・キンヨン（バズ）、クリス・ドゥリダス（リック）、（バズ：福山潤、リック：堀内賢雄）
2組の男子高校生。バズは車の運転手で、リックは眼鏡をかけて銃を乱射している。車で週末にダラスへ遊びに行こうとしていた。カーラジオを流していた2人は、テキサスのラジオ局レッド・リバー・ロックンロールのラジオを聞いて車内電話で電話回線をふさぐという嫌がらせをした。一度は電話を切ったが、夜の8時11分にラジオ局に電話をかけ、再び回線を塞いだ。バズが目の前にいた一台の車を追い越して、橋の所で車線を妨げる車がいた。それはガイコツの様なものでチェーンソーを振り回していたレザーフェイスの姿だった。バズとリックがレザーフェイスに斬られる実況中継をストレッチとLGは聴いてしまう。翌日、二人が乗っていた車が川に突っ込んでいた所を警察に発見される。
フランクリン・ハーデスティ
前作『悪魔のいけにえ』に登場したサリーの兄でレフティの甥。今回はミイラ化した死体として登場。レフティがソーヤー一家を探して侵入したバトルランドでミイラ化したフランクリンを発見。その時、彼はミイラ化した後も懐中電灯を手放しておらず、懐中電灯は切れていなかった。この無残な姿を見たレフティは怒りを爆発させチェーンソーでバトルランドを破壊する。
- 日本語吹替版：ハピネットから2024年9月4日発売の4K ULTRA HD版&Blu-rayに収録[4]。

## スタッフ
- 監督：トビー・フーパー
- 製作総指揮：ヘンリー・ホームズ、ジェームズ・ジョーゲンセン
- 製作：メナハム・ゴーラン、ヨーラン・グローバス
- 脚本：L・M・キット・カーソン
- 撮影：リチャード・クーリス
- 編集：アラン・ヤコボビッツ
- 美術：ケーリー・ホワイト、ダニエル・ミラー
- 音楽：トビー・フーパー、ジェリー・ランバート
- 特殊メイク:トム・サヴィーニ

## 作品解説
前作から引き続き出演しているのは長男コック役のジム・シードーのみでレザーフェイスとグランパはキャストが変更されている。またチョップトップは前作で車に轢かれて死亡したヒッチハイカーの双子の兄という設定であり、ヒッチハイカー自身はミイラとして登場している。
特殊メイクはトム・サヴィーニが手がけており、前作では比較的抑えられていた残酷描写がより凄惨なものとなっている。
本作には削除されたシーンが数多く存在し、その中でも「若者達が一家に惨殺される」シーンはサヴィーニ自らが手がけたため、本編以上に残酷なものとなっている。これらの映像は「完全版」DVDの特典映像で見ることができる。
ビル・モーズリーは無名時代に悪魔のいけにえの短編映画を自主製作して主演。それを観たトビー・フーパーが気に入って本作出演が決まった。

## DVD
過去に何回も発売されており、2007年5月25日には未公開シーンなどを含む特典映像を入れた「完全版」がMGMより発売されている（品番：MGBE-17195）。